# Кубок Таджикистану з футболу 2025
Кубок Таджикистану з футболу 2025  — 34-й розіграш головного кубкового футбольного турніру у Таджикистані. Титул володаря кубка захищає Регар-ТадАЗ.

## Календар
| Раунд        | Дата            | Матчі | Клуби   |
| ------------ | --------------- | ----- | ------- |
| Перший раунд | 2-4 травня 2025 | 7     | 26 → 19 |
| Другий раунд | 5-6 липня 2025  | 3     | 19 → 16 |
| 1/8 фіналу   |                 | 16    | 16 → 8  |
| 1/4 фіналу   |                 | 8     | 8 → 4   |
| 1/2 фіналу   |                 | 4     | 4 → 2   |
| Фінал        |                 | 1     | 2 → 1   |